# Hemibelideus lemuroides
Hemibelideus lemuroides — вид сумчастих ссавців з родини посумових. Hemibelideus буквально перекладається як «напівпланер», а видова назва вказує на візуальну схожість на неспоріднених лемурів-приматів, з короткими мордами, великими, спрямованими вперед очима та малими вухами. Hemibelideus lemuroides схожі на планерних тварин з роду Petauroides у своїй кістково-м'язовій адаптації до стрибкового способу життя. Їхній довгий, чіпкий хвіст є ще одним пристосуванням до їхнього деревного середовища існування.
Він має більш густий хвіст і його можна відрізнити від Petauroides за відсутністю ковзної мембрани та значно коротшими безволосими вухами. Це соціальний посум, який зустрічається у двох основних кольорових формах: більш поширена коричнево-сіра форма з жовтуватим підчеревцем і рідкісна біла форма, яка зустрічалася в тропічному лісі Дейнтрі і востаннє була помічена в 2005 році в Національному парку Маунт-Льюїс, і яка у 2008 році вважається майже вимерлою.
Цей опосум зустрічається на невеликій площі між Інгамом і Кернсом у Квінсленді, Австралія, і в ізольованій популяції на горі Карбайн, обидва в межах Всесвітньої спадщини Вологі тропіки. Вони суто деревні та живуть у високих кронах зрілих лісів і віддають перевагу певним типам дерев, які зазвичай зустрічаються вище 480–900 метрів над рівнем моря. Довжина тіла 30-38 см, хвоста 30-35 см, вага від 810 до 1140 грамів.